# Woodbury Township (comté de Blair, Pennsylvanie)
Woodbury Township est un township, situé dans le comté de Blair, en Pennsylvanie, aux États-Unis,. En 2010, il comptait une population de 1 693 habitants.

## Démographie
Lors du recensement de 2010, le township comptait une population de 1 693 habitants. Elle est estimée, en 2019, à 1 677 habitants.

### Source de la traduction
- (en) Cet article est partiellement ou en totalité issu de l’article de Wikipédia en anglais intitulé « Woodbury Township, Blair County, Pennsylvania » (voir la liste des auteurs).